# Trofeo Sportivi di Briga
Le Trofeo Sportivi di Briga est une course cycliste italienne disputée au mois d'août autour de Briga Novarese, dans le Piémont. Créée en 1984, cette épreuve fait partie des rendez-vous majeurs de la saison chez les amateurs dans le pays,. 
Elle fait partie du calendrier national de la Fédération cycliste italienne. 

## Présentation
Le parcours est formé par un circuit de 14,5 kilomètres emprunté à douze reprises vers Briga Novarese. Le dernier tour, légèrement rallongé, emmène la course à son terme au sommet d'une montée de 1 300 mètres, avec des pentes parfois supérieures à 14 %. 
L'édition 2020 est annulée en raison de la pandémie de Covid-19.

## Palmarès
| Année | Vainqueur               | Deuxième           | Troisième           |        |
| ----- | ----------------------- | ------------------ | ------------------- | ------ |
| 1984  | Marco Lietti            |                    |                     |        |
| 1985  | Pierluigi Giussani      |                    |                     |        |
| 1986  | Fabio Ferrario          |                    |                     |        |
| 1987  | Fabrizio Nespoli        |                    |                     |        |
| 1988  | Daniele Silvestri       |                    |                     |        |
| 1989  | Fabio Ferrario          |                    |                     |        |
| 1990  | Mauro Radaelli          |                    |                     |        |
| 1991  | Maurizio Manzoni        |                    |                     |        |
| 1992  | Sergio Barbero          |                    |                     |        |
| 1993  | Giuseppe Tartaggia      | Gianluca Valoti    | Ivan Luna           |        |
| 1994  | Alessandro Baronti      | Giuseppe Tartaggia | Dario Andriotto     |        |
| 1995  | Massimiliano Napolitano |                    |                     |        |
| 1996  | Gianluca Valoti         | Marco Gili         | Maurizio Vandelli   |        |
| 1997  | Mirko Puglioli          | Roberto Turconi    | Romāns Vainšteins   |        |
| 1998  | Cristiano Mancini       |                    |                     |        |
| 1999  | Milan Kadlec            |                    |                     |        |
| 2000  | Antonio Salomone        |                    |                     |        |
| 2001  | Alexandr Kolobnev       | Alessandro Bracchi | Denis Sosnovtchenko |        |
| 2002  | Ivan Fanelli            | Giuseppe Scalzillo | Luca Solari         |        |
| 2003  | Antonio D'Aniello       | Giancarlo Ginestri | Vincenzo Nibali     |        |
| 2004  | Antonio Quadranti       | Paolo Bailetti     | Hrvoje Miholjević   |        |
| 2005  | Andrea Liverani         | Simone Stortoni    | Branislau Samoilau  |        |
| 2006  | Francesco Gavazzi       | Fausto Fognini     | Davide Battistella  |        |
| 2007  | Simone Ponzi            | Giovanni Carini    | Fausto Fognini      |        |
| 2008  | Daniel Oss              | Egor Silin         | Maciej Paterski     |        |
| 2009  | Daniele Ratto           | Federico Rocchetti | Gianluca Brambilla  |        |
| 2010  | Daniele Aldegheri       | Luca Santimaria    | Daniele Dall'Oste   |        |
| 2011  | Enrico Battaglin        | Stefano Agostini   | Mirko Tedeschi      |        |
| 2012  | Alessio Marchetti       | Pierre Penasa      | Dúber Quintero      |        |
| 2013  | Gianluca Milani         | Andrea Zordan      | Andrea Vaccher      |        |
| 2014  | Robert Power            | Gianni Moscon      | Gianluca Milani     |        |
| 2015  | Michele Gazzara         | Pierpaolo Ficara   | Jacopo Mosca        |        |
| 2016  | Aleksandr Riabushenko   | Andrea Vendrame    | Marco Bernardinetti |        |
| 2017  | Antonio Zullo           | Gianluca Milani    | Nikolai Shumov      |        |
| 2018  | Jakob Dorigoni          | Alessandro Covi    | Samuele Battistella |        |
| 2019  | Filippo Bertone         | Alessandro Covi    | Samuele Zambelli    |        |
| 2020  | annulé                  | annulé             | annulé              | annulé |
| 2021  | Matteo Zurlo            | Davide Baldaccini  | Ivan Smirnov        |        |
| 2022  | Anders Foldager         | Marco Palomba      | Davide Dapporto     |        |
| 2023  | Giacomo Villa           | Simone Piccolo     | Manuel Oioli        |        |
| 2024  | Nicolò Arrighetti       | Nicolò Garibbo     | Sergio Meris        |        |
| 2025  | Nicolò Arrighetti       | Marco Palomba      | Edoardo Cippolini   |        |